# Ruellia salmeronensis
Ruellia salmeronensis är en akantusväxtart som beskrevs av Llamozas. Ruellia salmeronensis ingår i släktet Ruellia och familjen akantusväxter. Inga underarter finns listade i Catalogue of Life.